# Nick Abbot
Nick Abbot (geb. 22. August 1960) ist ein englischer Radiomoderator, der zuvor im Real Radio berichtete und derzeit The Late Show am Freitag, Samstag und Sonntag bei LBC Radio präsentiert.

## Leben
Nick Abbot erhielt seine Ausbildung an der George Heriot’s School, einer unabhängigen Schule für Jungen in Edinburgh, und an der Brunel University in Uxbridge in West-London, wo er einen Abschluss in Psychologie der Oberstufe erhielt. Nachdem er bereits Sendungen beim Studentenradio von Radio Brunel der Universität Brunel moderiert hatte, begann er seine berufliche Laufbahn als DJ bei Virgin Megastore.
Anfang 1987 kam er zu Radio Luxembourg als Moderator einer Nacht-Musiksendung.
Im Oktober 1988 startete Abbot den neuen BBC-Radiosender für London, BBC GLR (Greater London Radio) und präsentierte ein Jahr lang die Frühstücksshow. Danach kehrte er zu VMR zurück und war dort bis 1993 tätig.

## Radioarbeit in den 90er Jahren

### Virgin Radio
Abbot war Teil der ursprünglichen Besetzung von Virgin Radio im April 1993. Dort präsentierte er die tägliche Late Night Phone In Show Sonntag bis Donnerstag von 22:00 bis 02:00 Uhr. Das Programm war eine Mischung aus Musik und Telefonieren. Er hatte keine Angst, seine Meinung zu sagen, und äußerte oft seine Meinung über andere Stationen und Moderatoren, was ihn schließlich in Schwierigkeiten brachte.
Nach einer negativen Zeitungskritik des Schriftstellers Robin Katz führten die Ausbrüche Abbots auf Sendung schließlich zu einer Kritik der Rundfunkbeschwerdekommission und der Rundfunkbehörde. Er rief auch Telefon-Sendungen bei anderen Radiosendern an, sprach mit den Telefonbetreibern und kommentierte die meist älteren Anrufer, während er die Sendungen im Wartezustand hörte. Normalerweise schaffte er es nicht auf Sendung, aber gelegentlich tat er es, einschließlich eines unvergesslichen Anrufs in der Scottie McClue Show. Im Juni 1994 wurde er zur täglichen Show von 19:00 bis 22:00 Uhr versetzt, wo er seine Show abschwächen musste, vor allem um Musikwünsche zu erfüllen.
Im Januar 1995 wechselte er zurück zur werktags stattfindenden Late-Night-Show (diesmal von 23:00 bis 02:00 Uhr), wo er bis April des Jahres blieb, als er zur DrivetimeShow (16:00 bis 19:00 Uhr) versetzt wurde. Er wurde im September 1995 vom Sender entlassen und verließ Virgin Radio mit einer Geldstrafe von 5.000 Pfund für eine sexuelle Referenz über einen anderen DJ und weiteren 20.000 Pfund für die Möglichkeit, dass ein Anrufer eine sexuelle Praxis grafisch beschreiben konnte.

### Sprechfunk
Im Sommer 1996 wurde Abbot auf Talk Radio UK als Urlaubsvertretung eingestellt. Im Sommer 1997 wurde ihm am Samstagnachmittag neben Carol McGiffin eine regelmäßige Show angeboten, die später von 19:30 bis 22:00 Uhr auf Samstagabende übertragen wurde.

### Schwarzer Donnerstag
Donnerstag, den 12. November 1998, wurde als Schwarzer Donnerstag bezeichnet. Talk Radio UK war von einer neuen Leitung übernommen worden, und viele Moderatoren und Mitarbeiter wurden entlassen. Abbot war eines der vielen Opfer. Er setzte seine Wochentagssendung im Virgin Radio fort, die nun auf sechs Tage in der Woche von 13:00 Uhr bis 16:00 Uhr sonntags bis freitags  verlängert wurde.

### Aktuelle Arbeiten
Abbot präsentiert nun von 22:00 Uhr bis 01:00 Uhr eine Freitag- und Samstagabend-Show bei LBC Radio. Mit Kommentaren und Diskussionen über aktuelle Themen und andere Themen legt die Show einen starken Schwerpunkt auf Humor. Seine Links und Kommentare werden durch kurze Dialogclips aus Filmmusiken und Politikern unterbrochen. Die Aufrufe des Programms erfolgen oft zu ernsthaften Themen und die Anrufer haben freie Hand. Im März 2017 startete er einen neuen Podcast mit dem Titel The Nick Abbot Habit; eine zweite Serie begann im September 2018.

## Publikationen
- 2010: 2010 wrapped up like a bag of chips
- 2012:  Do You Mind If I Say A Few Words?
- 2014: I suppose you're wondering about what this is all about...:well, I can't tell you because I don't know myself
- 2015:  Listen to me, I Know everything
- 2017: Well, the whole world's gone crazy
- 2018: Mx tremendous year in the huge shadow of Donald Trumps awesome orange bigliness